# 畫皮
《畫皮》，是中国清代小说家蒲松龄的著作其中之一篇，出自短篇小說集《聊齋志異》的第一卷40回。
《畫皮》是《聊齋志異》中，同時亦是中國古代鬼故事中最著名的作品之一，從清代至今依然是家傳戶曉。時至近代，《畫皮》魅力未減，經改編成小說、戲曲、電視劇、電影，膾炙人口，為人所熟悉。

## 故事大綱

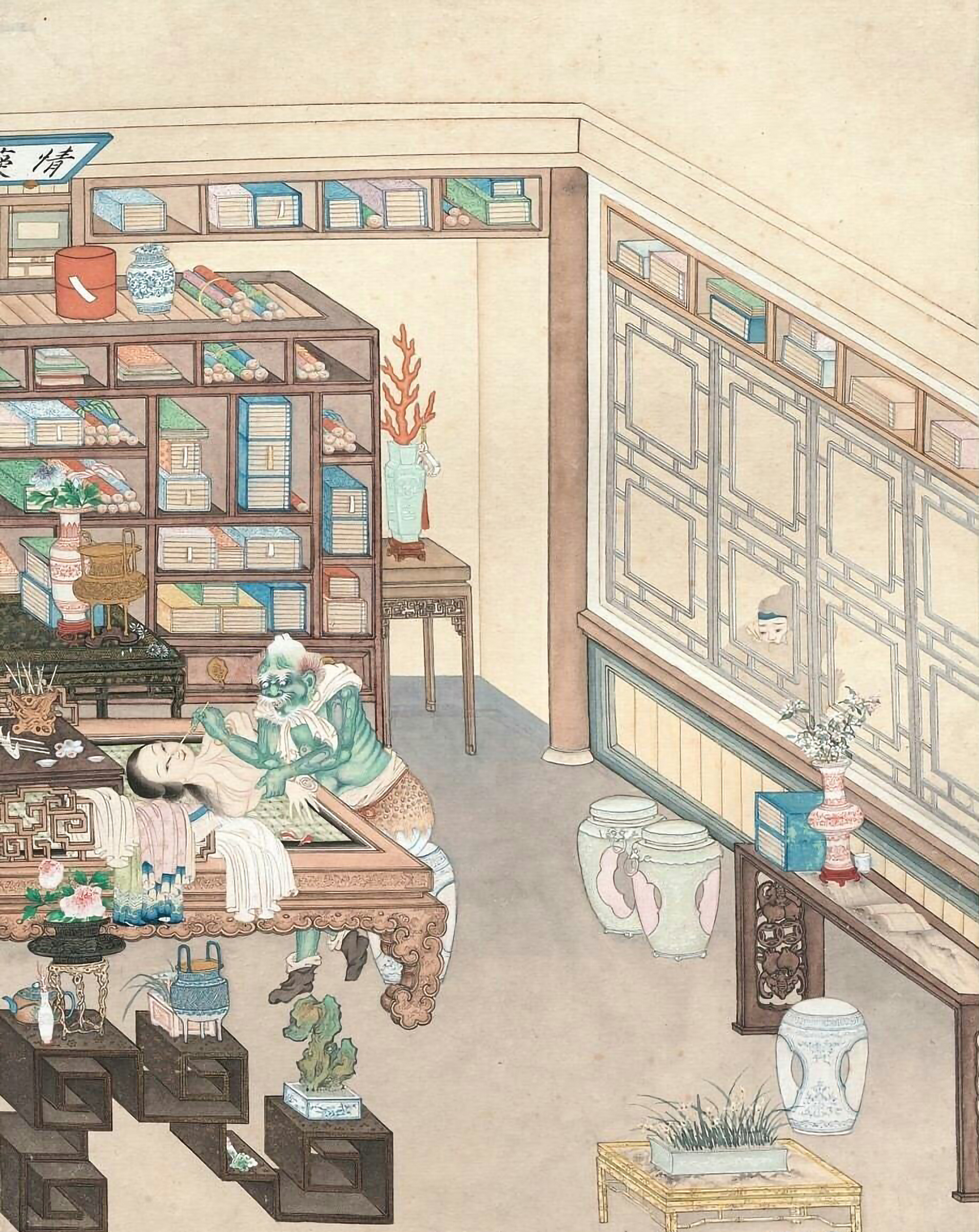
《聊斋图说》之的第二帧“窥窗见鬼”

太原有一個王生，在路上碰到一個逃家的美貌妙齡女子，神魂顛倒便收留了她，又告知了太太陳氏。陳氏勸王生送走她，王生不聽。
王生在市場碰到一個道士，道士問他有沒有遇到什麼事，說他邪氣纏身。王生對女子生了懷疑，但又想明明是個漂亮女子，怎麼會是妖怪？回到家，見門鎖著，心裡疑惑，就越牆到窗邊偷看。看見一個惡鬼，面色翠綠，牙齒有如鋸子，正提着彩筆在人皮上塗繪，繪罷穿上人皮，變成了女子。王生大驚，趕緊回頭去找道士。
道士不忍殺生，給了王生一把蠅拂，叫他掛在寢室門口。那女子看到蠅拂不敢進去，咬牙切齒，許久才走了。沒多久又回來，罵道：「難道入了口還要吐出來？」就打碎了蠅拂，破了寢門，上床剝開王生胸腔挖心而去。王生死了，其妻第二天叫他弟弟二郎去找道士。道士來了，發現惡鬼化成老嫗躲在二郎家裡，用木劍打脫她的人皮，化為了厲鬼。道士斬下厲鬼的首級，其身體就化為濃煙，被道士收進葫蘆之中。
陳氏哭求道士救活王生，道士自稱道行低淺，但指點陳氏，到市場上求一個瘋子，受辱也不要發怒。陳氏前往市場，在道上見到一個乞丐顛狂高歌，污穢得難以靠近。陳氏向乞丐求助，乞丐調戲陳氏，隨後遭到乞丐諸般刁難。乞丐又氣著說：「人死乞我來救，我是閻王嗎？」，毆打之，圍觀群眾越來越多，乞丐又要陳氏把自己的一口痰吃了。陳氏雖然很為難，但還是把痰吃了，只覺那口痰哽在喉不下去，像一團棉絮結在自己胸中。乞丐此時突然拂袖，不顧而去，陳氏追到了廟中，卻再找不到了。遭到羞辱回家後，為王生收拾屍體，一時難過哭得聲嘶，突然想嘔，胸中那團東西已沖了出來，掉落在丈夫胸腔之內，原來是一顆人心。陳氏急急用雙手把丈夫胸膛抱合，又撕布帛束好他身體。王生身體漸暖，又有了鼻息，待到天明，竟然重新活了過來。
異史氏（蒲松齡在《聊齋志異》的自稱）道：「世人太愚昧！明明是妖邪的，偏偏以為是美麗。愚人又太迷茫！明明是信實的，偏偏以為是胡言。要是貪戀別人美貌就謀求要得到，自己妻子也將要甘心吃下別人的唾液了。天道循還，唯有愚昧執迷的人不能明白，真是可哀啊！」

## 「畫皮」之意
- 《現代漢語詞典》：傳說中妖怪偽裝美女時披在身上的人皮，可以取下來描畫。比喻掩蓋猙獰面目或醜惡本質的美麗外表。
- 《國語辭典》：鬼怪用畫成美女的人皮披在身上騙人害命。比喻掩蓋醜惡實質的美麗外表。

## 改編作品

### 電影
| 電影                   | 上映年份 | 地點           | 導演   | 主演                                         |
| ---------------------- | -------- | -------------- | ------ | -------------------------------------------- |
| 《畫皮》               | 1966年   | 香港           | 鮑方   | 高遠、朱虹、陳娟娟                           |
| 《鬼叫春》             | 1979年   | 香港           | 李翰祥 | 岳華、胡錦、焦姣                             |
| 《畫皮之陰陽法王》     | 1993年   | 香港           | 胡金銓 | 鄭少秋、王祖賢、洪金寶                       |
| 《畫皮》               | 2008年   | 中國大陸和香港 | 陈嘉上 | 甄子丹、周迅、趙薇、陳坤                     |
| 《畫皮II》             | 2012年   | 中國大陸       | 烏爾善 | 趙薇、陳坤、周迅、馮紹峰、楊冪、費翔、陳廷嘉 |
| 《聊斋新编之画皮新娘》 | 2016年   | 中國大陸       | 摩撒利 | 殷果儿、丁汇宇、徐千京、刘小奇               |

### 電視劇
- 《民間傳奇》中的《畫皮》單元，1975年香港無綫電視劇集，主演夏雨、羅家英、程可為、呂有慧。
- 1994年中国大陆电视剧《聊斋》中的《妖女画皮》单元，主演周媛媛、黄浩义、张海燕、黄民胜。
- 2005年中国大陆电视剧《聊斋》中的《画皮》单元，主演江华、曾黎、潘儀君、岳躍利。
- 《画皮》，2011年中国大陆电视剧，主演薛凯琪、陈怡蓉、李宗翰、凌潇肃。
- 《画皮之真爱无悔》，2013年中国大陆电视剧，又名《画皮II》，主演刘恺威、颖儿、白冰、乔振宇。

### 戲曲
- 《畫皮》，2018年臺北新劇團的新編京劇，由京劇旦角兆欣執導、主演。

### 绘画
- 《聊斋图说》之画皮：清光绪年间绘制，共5帧。其中第二帧题为“窥窗见鬼”，描绘的是王生在窗外偷看，发现一绿皮恶鬼在用毛笔在美女人皮上绘画。[6][7]

### 漫画
画皮酱/画皮ちゃん! ちろたた的漫画
鬼太郎